# Louis Yard
Louis Yard, né à Joinville (Haute-Marne) en 1684 et mort à Bar-le-Duc le 15 novembre 1763, est un peintre français, auteur de portraits et de tableaux religieux.
Sa fille, Marie Yard, née à Bar-le-Duc, peignait avec son père.
Certains de ces tableaux se trouvent en l'église Notre-Dame de Bar-le-Duc : Les Noces de Cana, L'Annonciation, L'Ascension, Le Christ guérissant les malades et La Résurrection de Lazare.